# Strobilomyia oriens
Strobilomyia oriens är en tvåvingeart som först beskrevs av Masayoshi Suwa 1983.  Strobilomyia oriens ingår i släktet Strobilomyia och familjen blomsterflugor. Inga underarter finns listade i Catalogue of Life.